# United States of Horror
United States of Horror ist das erste Album des US-amerikanischen Hip-Hop-Duos Ho99o9. Es erschien am 5. Mai 2017 über das Label Caroline Distribution.

## Titelliste
1. U.S.H. – 0:17
2. War Is Hell – 3:24
3. Street Power – 3:24
4. Face Tatt – 2:05
5. When Death Calls (Interlude) – 1:19
6. Bleed War – 2:14
7. Moneymachine – 3:15
8. Splash – 2:50
9. Knuckle Up – 3:57
10. Dekay (feat. Gnar) – 3:25
11. Sub-Zer0 – 2:13
12. Feels Like… (Interlude) – 1:25
13. City Rejects – 2:32
14. Hydrolics – 3:46
15. New Jersey Devil – 2:04
16. United States of Horror – 4:16
17. Blaqq Hole – 3:26

## Rezeption

### Kritik
Die E-Zine Laut.de bewertete United States of Horror mit vier von möglichen fünf Punkten. Aus Sicht der Redakteurin Dani Fromm klinge das Album „in einem Moment nach Industrial“ und suhle „sich im nächsten in schroffen Elektro-Sounds, nur um eine Sekunde später ein Metal-Riff aufzufahren. Oder Trap und Horrorcore und Doom und Thrash.“ Eaddy und TheOGM erinnern an eine „restlos durchgeknallte Hardcore-Punk-Version von Dälek.“ Trotz ihrer Selbsteinschätzung, keine politische Band zu sein, stecke in ihren „Texte[n], Bilder[n], die ganze zügellose, jede geltende Regel in den Staub tretende Attitüde“ nicht nur „die Quintessenz von Punk, sondern darüber hinaus um Welten mehr gesellschaftliche Sprengkraft, als die meisten aufgeboten kriegen, die sich ‚Fuck the system!‘ auf die Fahnen schreiben.“
Aus Sicht von Spiegel Online prügele auf United States of Horror „Wut und Frustration scheinbar ungefiltert auf den Zuhörer ein.“ Ho99o9 berichten „roh, laut, furios, kathartisch“ aus „den Kriegszonen ihres Alltags.“ Es gehe um „Polizeigewalt, um Machtmissbrauch von Behörden und Politikern, um Korruption und den Ku-Klux-Klan, um die Unterdrückerherrschaft von Mammon und Medien.“ Das Duo unterscheide sich dabei „fundamental von nicht minder dringlichen Zustandsbeschreibungen und Blackness-Beschwörungen, die Kendrick Lamar, A Tribe Called Quest, Run The Jewels oder Solange in jüngster Zeit veröffentlicht haben.“ Das „unbarmherzige, ungestüme Album“ habe das Potential „Filterblasen und medial errichtete Gesellschaftsbarrieren zu durchbrechen.“

### Bestenliste
In der Bestenliste der „Hip Hop-Alben des Jahres“ 2017 von Laut.de belegte das Album Position 16. Wenn das Duo „mit einem fertig“ sei, brauche „man tatsächlich ein bisschen, um die ordentlich durcheinandergeschüttelten Synapsen frisch zu verdrahten.“ Eaddy und The OGM bieten der „Hässlichkeit des aktuellen Zeitgeschehens […] mit einer durch und durch enthemmten Mischung die Stirn.“ Mit Platz 34 war United States of Horror auch in der Bestenliste der „50 Alben des Jahres“ vertreten. Um die „volle Dröhnung Ho99o9“ zu bekommen, müsse sich der Hörer „diesen Irrsinn eigentlich live und direkt anschauen.“ Die „Konserve verschaff[e] einem bestenfalls den blassen Schimmer einer Ahnung davon, was einem blüht, [wenn] man sich in die ‚United States of Horror‘“ wage.